# Boeing Capital
Boeing Capital is een dochteronderneming van The Boeing Company en levert lease services voor commerciele vliegtuigen. Boeing Capital bestaat uit twee divisies, Aircraft Financial Services en Space & Defense Financial Services. Het ondersteunt de 'core business' van Boeing.

## Geschiedenis
Boeing Capital werd opgericht in 1968 als McDonnell Douglas Finance, Echter werd deze naam in 1997 veranderd naar Boeing Capital, dit vanwege de samenvoeging van McDonnel Douglas Corporation.
Boeing Capital staat bekend als een wereldwijde aanbieder van lease diensten, maar ondersteunt in de eerste plaats het moederbedrijf.